# Adam Baldwin

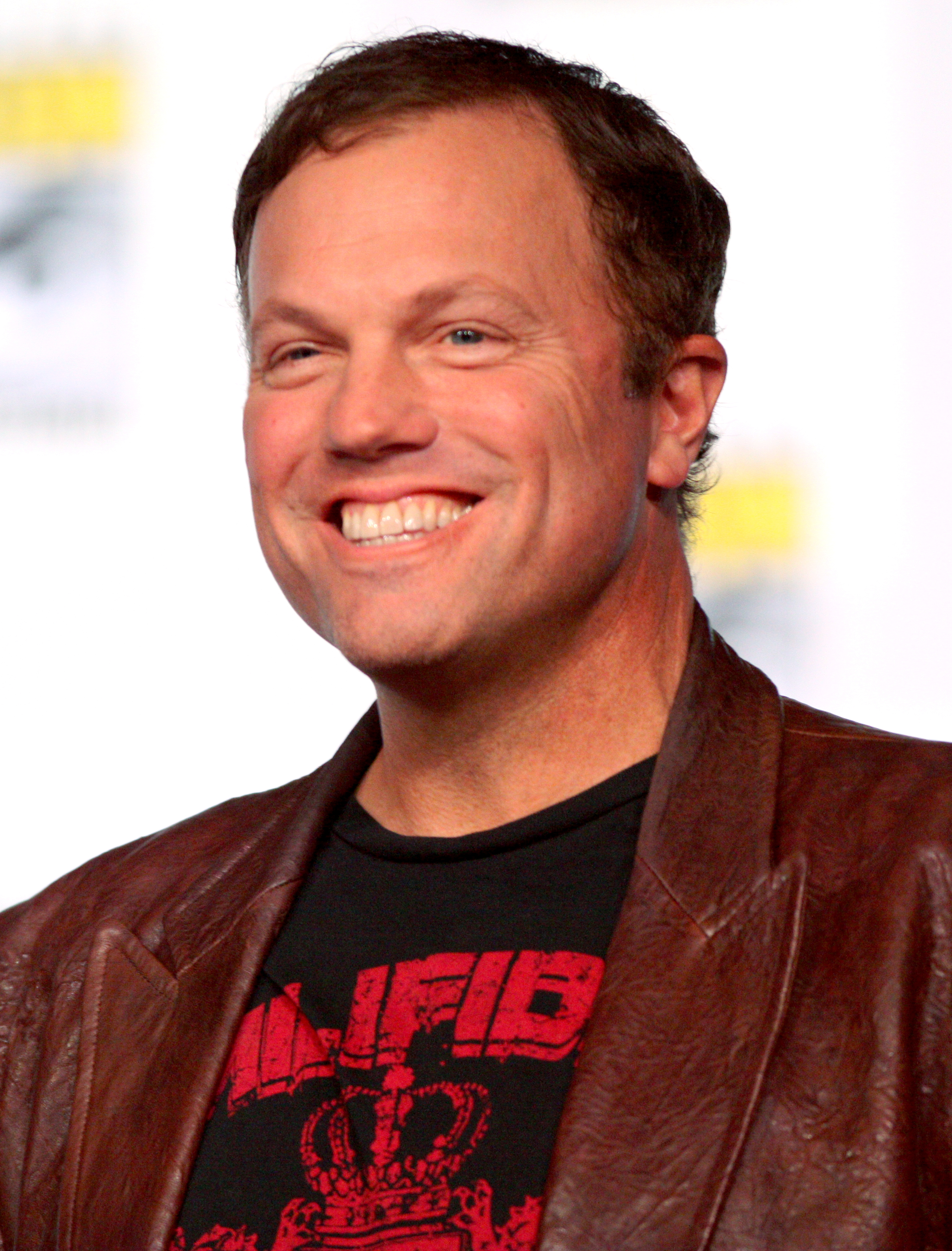
Adam Baldwin bei der Comic-Con (2012)

Adam Baldwin (* 27. Februar 1962 in Winnetka, Illinois) ist ein US-amerikanischer Schauspieler.

## Leben und Wirken
Adam Baldwin absolvierte die New Trier Township High School East in Winnetka bei Chicago im US-Bundesstaat Illinois. Er debütierte in der Komödie Die Schulhofratten von Chicago (1980), in der er neben Matt Dillon und Joan Cusack eine der größeren Rollen spielte. In der Komödie Die Chaotenclique (1983) trat er neben Mr. T und Paul Rodriguez auf. Als eine seiner bekanntesten Rollen gilt die des Soldaten Animal Mother in dem Antikriegsfilm Full Metal Jacket (1987) von Stanley Kubrick.
In dem Fernsehfilm Einsatz in der Flammenhölle (1996) spielte er eine der Hauptrollen, im gleichen Jahr war er in der Fernsehserie Countdown X – Alarm im All als Colonel Jack Riles zu sehen. 1996 verkörperte er Major Mitchell im Science-Fiction-Film Independence Day. Im Jahr 1998 spielte er in der preisgekrönten Miniserie From the Earth to the Moon. Für seine Hauptrolle in dem Fernsehfilm Prophecy of the Tiger – Die Rache des Tigers (1999) wurde Baldwin im Jahr 2001 für den Video Premiere Award nominiert. In dem Historienfilm Der Patriot (2000) trat er neben Mel Gibson und Heath Ledger als Captain Wilkins auf. In dem Thriller Mörderische Versuchung (2000) spielte er die Rolle des Captain Wagner neben Kiefer Sutherland und Rebecca De Mornay.
Science-Fiction-Fans ist er durch seine Rolle als Jayne Cobb in der Fernsehserie Firefly – Der Aufbruch der Serenity (2002) und dem darauf basierenden Film Serenity – Flucht in neue Welten (2005) bekannt. Außerdem hatte er im Jahr 2005 einen Auftritt in der ersten Staffel der Fernsehserie Bones – Die Knochenjägerin. Mit dem Hauptdarsteller David Boreanaz spielte er bereits in der letzten Staffel von Angel – Jäger der Finsternis. Von September 2007 bis Januar 2012 war er als John Casey in der Action-Comedy-Fernsehserie Chuck zu sehen.
Baldwin gewann 2006 einen Science-Fiction Genre Award (Best Supporting Actor/Television) für seine Rolle als Jayne Cobb in der Fernsehserie Firefly – Der Aufbruch der Serenity.
Baldwin ist mit der Schauspielerin Ami Julius verheiratet und hat drei Kinder. Mit den Baldwin-Brüdern ist er nicht verwandt.

## Filmografie (Auswahl)
- 1980: Die Schulhofratten von Chicago (My Bodyguard)
- 1980: Eine ganz normale Familie (Ordinary People)
- 1983: Die Chaotenclique (D.C. Cab)
- 1985: Das total ausgeflippte Sommercamp  (Poison Ivy)
- 1986: Die Stunde der Cobras – 3:15 (3:15)
- 1986: Bad Guys – Brutaler als die Polizei erlaubt (Bad Guys)
- 1987: Full Metal Jacket
- 1988: Hitman – In der Gewalt der Entführer (Cohen and Tate)
- 1989: Ruf nach Vergeltung (Next of Kin)
- 1990: Predator 2
- 1991: Schuldig bei Verdacht (Guilty by Suspicion)
- 1992: Das Gift des Zweifels (Cruel Doubt)
- 1992: Flug ins Abenteuer (Radio Flyer)
- 1994: Der eisige Atem des Todes (Cold Sweat)
- 1994: Wyatt Earp – Das Leben einer Legende (Wyatt Earp)
- 1995: Ein amerikanischer Quilt (How to Make an American Quilt)
- 1996: Einsatz in der Flammenhölle (Smoke Jumpers)
- 1996: Independence Day
- 1996–1997: Countdown X – Alarm im All (The Cape, Fernsehserie, 17 Folgen)
- 1997: The Visitor (Fernsehserie)
- 1998: Den Kopf in der Schlinge (Indiscreet)
- 1998: Outer Limits – Die unbekannte Dimension (The Outer Limits, Fernsehserie, Folge 4x24)
- 1998: Gargantua – Das Monster aus der Tiefe (Gargantua)
- 2000: Prophecy of the Tiger – Die Rache des Tigers (Dr. Jekyll & Mr. Hyde, Fernsehfilm)
- 2000: Der Patriot (The Patriot)
- 2000: The Right Temptation – Mörderische Versuchung (The Right Temptation)
- 2001: Die Rächerin – Allein gegen das Syndikat (Farewell, My Love)
- 2001–2002: Akte X – Die unheimlichen Fälle des FBI (The X-Files, Fernsehserie, 5 Folgen)
- 2002: Firefly – Der Aufbruch der Serenity (Firefly, Fernsehserie, 14 Folgen)
- 2002: Hypersonic
- 2003: Control Factor – Zeugen der Zukunft (Control Factor)
- 2003: Gacy
- 2003: Monster unter uns (Monster Makers)
- 2003: Betrayal – Der Tod ist ihr Geschäft (Betrayal)
- 2004: JAG – Im Auftrag der Ehre (Good Intentions, Fernsehserie, Cmdr. Michael Rainer, Folge 9x13)
- 2004: Stargate – Kommando SG-1 (Stargate SG-1, Folge 7x17–7x18)
- 2004: Angel – Jäger der Finsternis (Angel, Fernsehserie, 5 Folgen)
- 2004: CSI: Miami (Fernsehserie, Folge 1x15 Radioaktiv)
- 2004: Navy CIS (NCIS, Folge 1x22)
- 2004: Freediver – In der Tiefe lauert der Tod (The Freediver)
- 2004: Evil Eyes
- 2005: Serenity – Flucht in neue Welten (Serenity)
- 2005: Der Poseidon-Anschlag (The Poseidon Adventure)
- 2006: Bones – Die Knochenjägerin (Bones, Fernsehserie, Folge 1x15)
- 2007: Sands of Oblivion – Das verfluchte Grab (Sands of Oblivion) (Fernsehfilm)
- 2007–2012: Chuck (Fernsehserie, 91 Folgen)
- 2008: Gospel Hill
- 2008: CSI: NY (Fernsehserie, Folge 4x21)
- 2009: Frenemy (Little Fish, Strange Pond)
- 2010: Mass Effect 2 (Videospiel, Stimme)
- 2011–2012: Transformers: Prime (Fernsehserie, 10 Folgen, Stimme)
- 2012: Weihnachten mit Holly (Christmas with Holly, Fernsehfilm)
- 2012: Leverage (Fernsehserie, 2 Folgen)
- 2012: Law & Order: Special Victims Unit (Fernsehserie, 3 Folgen)
- 2012, 2015: Castle (Fernsehserie, Folgen 4x21 Kopfjäger, 8x06 Harte Jungs)
- 2014–2018: The Last Ship (Fernsehserie)
- 2019: The Kid – Der Pfad des Gesetzlosen (The Kid)
- 2021: American Underdog